# Der unbekannte Feind
Der unbekannte Feind (Originaltitel: The Sound Barrier) ist ein britisches Filmdrama aus dem Jahr 1952 mit Ralph Richardson in der Hauptrolle.

## Handlung
John Ridgefield, der Besitzer einer Flugzeugfabrik, arbeitet an der Entwicklung eines neuen Strahlflugzeugs, das die Schallmauer durchbrechen soll. Sein Schwiegersohn und Testpilot Tony Garthwaite stirbt bei der Erprobung, was seine Tochter Susan von ihm entfremdet.
Sie zieht bei ihrer Freundin Jess ein, die mit dem Testpiloten Philip Peel verheiratet ist, dem es schließlich gelingt, die Schallmauer zu durchbrechen.
Susan versöhnt sich mit ihrem Vater und zieht mit ihrem Kind wieder bei ihm ein.

## Hintergrund
1946 starb der britische Testpilot Geoffrey de Havilland Junior, Sohn des Konstrukteurs Geoffrey de Havilland, bei einem Hochgeschwindigkeitstest mit dem Experimentalflugzeug De Havilland DH.108 Swallow.
Der erste offizielle Überschallflug gelang Chuck Yeager im Jahr 1947 mit der Bell X-1.

## Auszeichnungen
Oscarverleihung 1953
- gewonnen:
- Bester Ton: London Films

- außerdem nominiert für:
- Bestes Originaldrehbuch: Terence Rattigan

British Academy Film Awards 1953
- gewonnen:
- Bester britischer Film
- Winner Best Film from any Source
- Bester britischer Hauptdarsteller: Ralph Richardson

- außerdem nominiert für:
- Bester britischer Hauptdarsteller: Nigel Patrick
- Beste britische Hauptdarstellerin: Ann Todd

National Board of Review
- gewonnen:
- Bester Hauptdarsteller: Ralph Richardson
- Beste Regie: David Lean
- Bester fremdsprachiger Film
- Top Five Foreign-Language Films

New York Film Critics Circle
- gewonnen:

Bester Hauptdarsteller: Ralph Richardson